# كيابون ساو كايتانو
كيابون ساو كايتانو (الاسم العلمي:Cayaponia espelina) (بالإنجليزية: São Caetano melon)‏ هو نوع من النباتات يتبع جنس الكيابون من الفصيلة القرعية.